# Henry Darwin
Henry Galton Darwin (6 de noviembre de 1929 - 17 de septiembre de 1992) fue un abogado y diplomático británico especializado en derecho internacional.

## Biografía
Darwin nació en Edimburgo, segundo hijo (de cuatro) y tercer hijo (de cinco) del físico Sir Charles Galton Darwin y su esposa Katharine Pember, una matemática. Era bisnieto del naturalista Charles Darwin. En 1958 se casó con Jane Christie, profesora de inglés; tuvieron tres hijas:
- Sophia Katherine Darwin (nacida en Düsseldorf entre 1961 y 1963), matemática
- Emma L. Darwin (nacida en 1964) - novelista
- Carola Frances Darwin (nacida en 1967), cantante de ópera

Darwin fue llamado al Bar en Lincoln's Inn en 1953. Se desempeñó como asesor jurídico adjunto del Ministerio de Relaciones Exteriores de 1954 a 1960 y nuevamente de 1963 a 1967, momento en el que fue uno de los tres redactores del Tratado de Prohibición Parcial de Ensayos Nucleares, fue trasladado a Moscú en julio de 1963 para asesorar a Lord Hailsham sobre la redacción cuando las negociaciones tuvieron éxito; entre 1960 y 1963 fue Asesor Jurídico de la Embajada Británica en Bonn, Alemania Occidental . Luego fue Consejero Legal de la Misión del Reino Unido ante las Naciones Unidas en Manhattan, Nueva York 1967-1970, antes de regresar al Ministerio de Relaciones Exteriores y del Commonwealth (FCO) 1970-1973. Luego trabajó como director general de la Secretaría Jurídica de las Comunidades Europeas Bruselas 1973-1976. Fue Asesor Jurídico Adjunto de la FCO 1976-1984, período durante el cual en 1977 fue nombrado Compañero de la Orden de San Miguel y San Jorge . Desempeñó un papel importante en la tercera Conferencia de las Naciones Unidas sobre el Derecho del Mar ( UNCLOS III ), que tuvo lugar entre 1973 y 1982, y fue miembro de la Comisión Preparatoria después de 1982. Fue Segundo Asesor Jurídico FCO 1984-1989, cuando se jubiló.
Darwin falleció en Londres el 17 de septiembre de 1992. En el momento de su fallecimiento, dirigía un grupo que examinaba cuestiones legales relacionadas con la ex Yugoslavia.

## Publicaciones
- Darwin, H. G. (1967). «The Outer Space Treaty». 42 Brit. Y.B. Int'l L. 278.